# Restoroute

Pictogramme Restoroute.

Les Restoroutes sont le nom donné en France, en Belgique et en Suisse aux restaurants situés sur les aires d'autoroute.
Créateur des premiers Restoroutes, Jacques Borel est surtout le premier restaurateur à introduire les hamburgers en France avec la marque Wimpy. Il lance dans ces restaurants la séparation entre consommateurs et système de production. Il transforme le repas traditionnel, qui propose un aliment toujours affectivement identifié et où le consommateur connaît personnellement celui qui a cuisiné le produit, en une production et une transformation alimentaire industrielles.

## La genèse
Jusque dans les années 1960, l'autoroute est encore une voie de circulation réduite à sa plus simple expression, dont les divers équipements sont plutôt spartiates. En ce qui concerne les aires jalonnant le parcours des plus grands axes autoroutiers de France, seules une poignée d'entre elles sont équipées d'une station-service mais il est impossible de s'y restaurer de manière conséquente. Les autres aires étant seulement pourvues d'un sommaire parking longeant exactement le tracé des voies, ainsi que de toilettes publiques et de robinets construits à la hâte. Un engorgement de ces aires toutes catégories confondues se fait sentir lors des migrations estivales, bien que de nombreux usagers ignorant l'usage des aménagements préfèrent s'en remettre aux bandes d'arrêt d'urgence afin de faire leur pause pique-nique ou pour se dégourdir les membres après de longues heures[réf. nécessaire]. C'est sur le constat de cet état des lieux et dans une époque où les habitudes se modifient au sein de la société que Jacques Borel se lance seul dans l'hôtellerie-restauration sur autoroute afin de répondre aux besoins des automobilistes les plus pressés.
Des contrats sont signés avec les sociétés concessionnaires d'autoroutes à péage de l'époque afin de greffer ses premiers établissements près des stations-services autoroutières, moyennant au préalable l'agrandissement de la surface des parkings et la création d'emplacements supplémentaires de parcage pour les camions et les autocars. Dans un souci de rentabilité car l'idée était toute neuve en France, il a reproduit l'architecture des restaurants autoroutiers à l'italienne bâtis sur des ponts-béquilles, préférant ne pas prendre le risque d'allonger les temps d'amortissements avec des établissements implantés de chaque côté des voies sur un même couple d'aires. Tout le monde est supposé y gagner : son créateur ayant mis au point une stratégie très rationnelle sur le plan économique et des automobilistes, qui ne seront plus obligés de quitter l'autoroute pour aller se restaurer et dormir. L'accent est mis sur la qualité et la rapidité de la prestation : c'est le système du self-service qui est choisi afin de faire face à l'affluence massive de la clientèle, permettant de servir un nombre de repas plus important dans un temps donné et ce, au grand dam des établissements traditionnels de restauration. La carte présente dès le lancement de la chaîne un large choix en plats chauds qui se retrouve très vite diminué : les plats les plus couramment choisis et demeurant désormais à la carte sont les fameux « steak-frites » ou cuisses de poulet avec légumes puis jambon braisé à la sauce.
Un concept tout nouveau qui paraît séduisant en cette époque de changement des modes de vie.

## Le lancement
Le premier établissement de restauration est ouvert au public en 1969 sur l'aire de Nemours (A6) sous la marque Restop. Deux autres suivent la même année sur les aires de Venoy (A6) et d'Assevillers (A1)[réf. nécessaire]. Dès l'année suivante, le nombre d'établissements se multiplie au gré de l'ouverture de nouveaux tronçons d'autoroutes. Le premier hôtel autoroutier est implanté dans l'enceinte de l'aire de Saint-Albain sur l'A6, il ouvre ses portes au début des années 1970.

## Controverse
Dès son lancement, cette chaîne souffre d'une mauvaise réputation de la part des usagers, qu'ils soient professionnels de la route ou simples touristes. Selon de nombreux témoins, la nourriture servie aurait été de très mauvaise qualité par manque de fraîcheur et le cadre trop industriel pour l'époque, faisant ressembler chaque établissement à celui d'une quelconque cantine. Le rapport humain entre les employés au service et la clientèle s'en trouve profondément modifié, productivité et standardisation à tous niveaux aidant. On rapporte même que certains consommateurs auraient manifesté des problèmes de santé passagers à la suite de repas pris dans l'un des restaurants de la chaîne, laissant croire que les plats consommés sont en réalité périmés donc toxiques[réf. nécessaire]. En outre, l'application d'une double tarification séparant les automobilistes des conducteurs routiers était vue à cette époque d'un très mauvais œil, les prix pratiqués étant déjà trop élevés en comparaison de ceux d'autres établissements de même catégorie situés hors autoroute.

### Le «Napoléon de la malbouffe» et ses caricatures
Le film L'Aile ou la Cuisse (1976) dont le fameux personnage de Tricatel représentait la doublure diabolique de Jacques Borel n'a pas contribué à arranger son image de marque.

Le chanteur Eddy Mitchell, chante, en 1976, dans « Le bon temps qui passe » sur l'album Sur la route de Memphis

« Je suis triste, je n'ai rien mangé. À cette heure, oh ! Presque tout est fermé.
Sur l'autoroute, un Borel est allumé,
C'est sûrement le seul endroit où l'on serve à dîner.
Mon poulet-frites voulait se sauver. Et pourtant, oh ! Il avait l'air blessé.
Je suis parti avec l'estomac noué,
Cet endroit fait plus de victimes que les deux guerres passées. »

— Eddy Mitchell, Le bon temps qui passe

Renaud n'a pas arrangé les choses non plus en 1980, en chantant dans "L'auto-stoppeuse", sur l'album Marche à l'ombre :

« On s'est arrêtés pour bouffer après Moulins
Et Jacques Borel nous a chanté son p'tit refrain
Le plat pourri qui est le sien j'y ai pas touché
Tiens c'est pas dur même le clébard a tout gerbé »

— Renaud, L'auto-stoppeuse

## La fin de l'empire et le renouveau
C'est à l'aube des années 1980 que l'ensemble des usagers préfère ignorer les restoroutes en se rabattant sur les établissements traditionnels situés en ville, mais aussi le long des routes nationales. Les relais routiers voient leur clientèle revenir à eux, les conducteurs professionnels ayant fui à leur tour les établissements autoroutiers, ce qui génère des frais kilométriques importants rapidement dénoncés par les dirigeants des entreprises de transports routiers. C'est sur ce désastreux constat que les sociétés concessionnaires décident de ne pas en rester là, et d'ouvrir le marché à la concurrence : chacune d'entre elles réagit en mettant sur le marché la chaîne Jacques Borel. C'est la chaîne L'Arche qui remporte l'offre, remplaçant ainsi Jacques Borel en 1983[réf. nécessaire]. La concurrence s'installe dès l'année suivante avec l'arrivée d'autres chaînes. L'hôtellerie-restauration sur autoroute garde encore une mauvaise image mais finit par s'en remettre au fil des années. De nouveaux standards de qualité s'instaurent peu à peu, tant sur la nourriture servie que dans l'agrément des lieux. Des opérations de fidélisation et des promotions diverses ont également été mises en place, notamment en faveur des usagers réguliers.

## Actualité de la marque
La marque Restoroute a été déposée, de nouveau, le 19 février 2017 auprès de l'INPI par Pascal Guedelot sous le numéro 4339147.